# Georg von Seybel

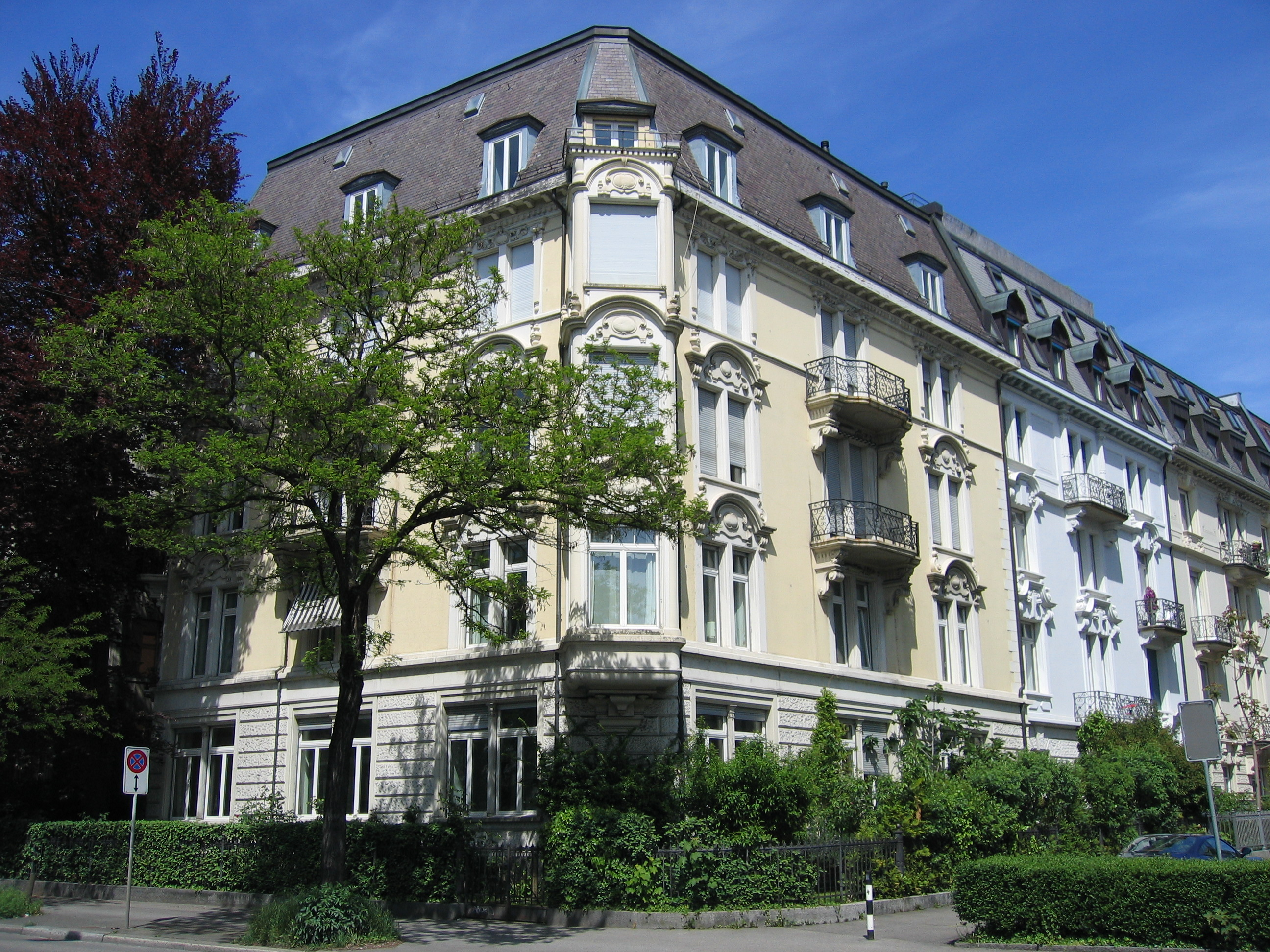
Bellerivestrasse 7, wo jene Pension Wehrle am See war, in der sich Georg von Seybel das Leben genommen hat und Hannah von Mettal bei Brun in Untermiete wohnte, als sie James Joyce’ Drama Exiles übersetzt hat.

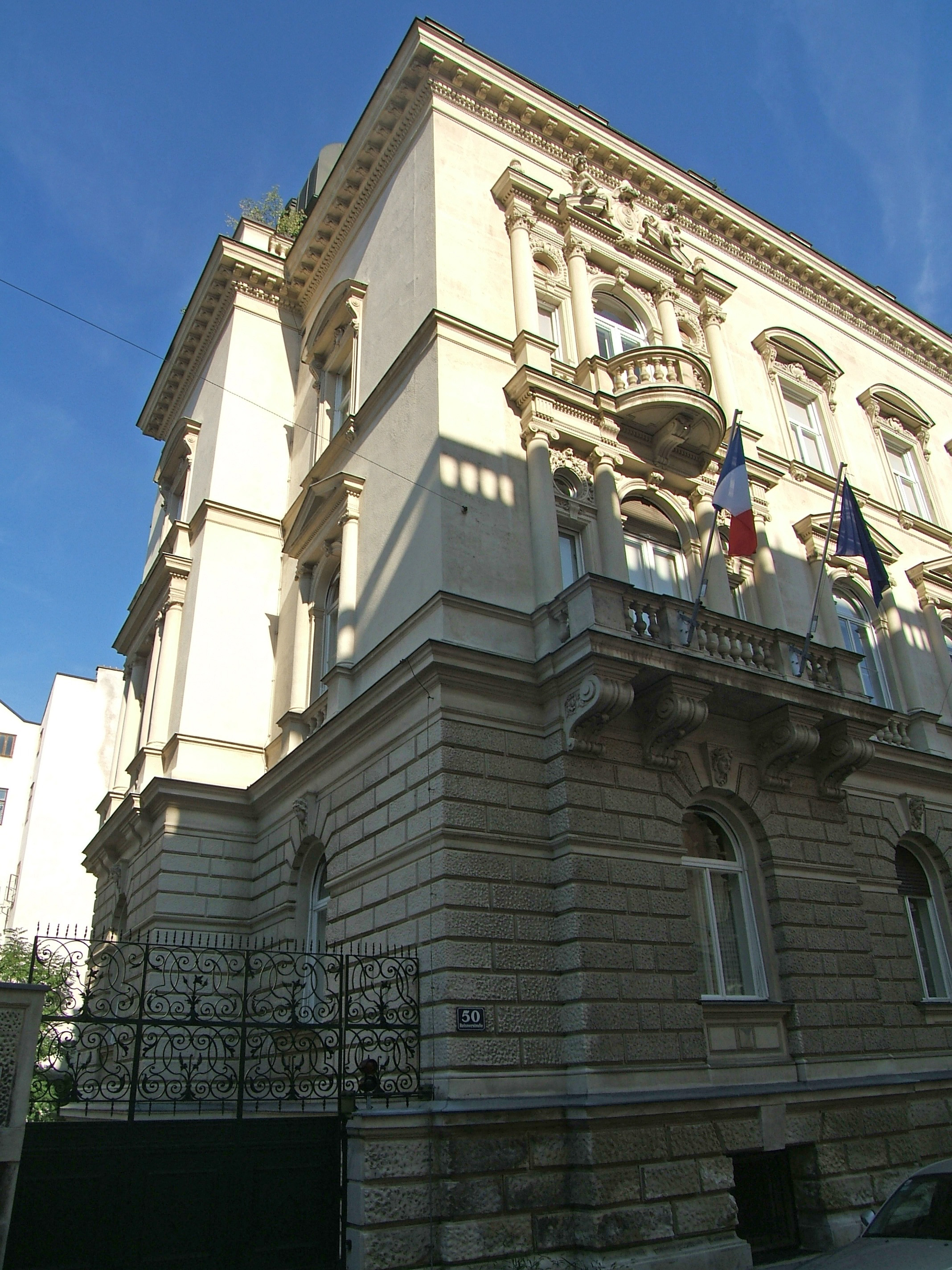
Georg von Seybels Zuhause: Palais Seybel. 3., Wien, Reisnerstraße 50

Georg von Seybel (* 8. April 1886 in Wien; † 9./10. April 1924 in Zürich) war ein österreichischer Schriftsteller, Theaterkritiker und Musiker, der sich gemeinsam mit dem Wiener Schriftsteller Rudolf Lothar erfolgreich für die deutschsprachige Übersetzung sowie die Uraufführung von James Joyce’ Schauspiel Verbannte engagiert hat.

## Leben und Werk
Georg von Seybel war der älteste Sohn des Großindustriellen Paul von Seybel und dessen Gemahlin Aline von Schoeller (Wagenmann, Seybel & Co.). Sein jüngerer Bruder war Wolfgang von Seybel (1890–1959), seine Schwester Aline („Liny“) (1891–1957) heiratete den Prager Großindustriellen Friedrich Freiherr von Ringhoffer.
Georg Seybel promovierte 1910 an der Universität Wien über das Weimarer Hoftheater unter Goethes Leitung. Zu Beginn des Ersten Weltkrieges lebt Seybel noch in Wien, was durch zwei Veranstaltungsplakate belegt wird, die Anfang 1915 Seybels Name anführen; damals beteiligte er sich an den „Volkstümlichen Vorträgen“ des Wiener Volksbildungsvereins. Doch bald übersiedelt er in das neutrale Zürich, wo im Oktober 1917 und November 1918 seine Berichte über die vorige Zürcher Theater- und Musik-Saison veröffentlicht wurden. Seine Wohnung in Wien vermietete er während seiner Abwesenheit.
Gemeinsam mit dem Wiener Schriftsteller Rudolf Lothar hat sich Seybel 1918 im Auftrag von James Joyce’ damaliger Mäzenin, der amerikanischen Multimillionärin Edith Rockefeller McCormick (1872–1932), erfolgreich für die deutschsprachige Übersetzung und Welturaufführung von Joyce’ Schauspiel Verbannte engagiert, das 1919 im Zürcher Rascher Verlag veröffentlicht und am 7. August 1919 vom Regisseur Erwin von Busse am Münchner Schauspielhaus inszeniert wurde.
Nach dem Ersten Weltkrieg lebte Seybel „irgendwie als Theatersecretair und Kritiker“ in Chicago und New York, kehrte aber immer wieder nach Wien zurück, wo er wiederholt Arthur Schnitzler besuchte, in dessen Tagebuch er mehrmals erwähnt wird. Jenes Exemplar von Seybels Bericht über die Zürcher Theater- und Musik-Saison 1916/17, das sich im Besitz der Österreichischen Nationalbibliothek befindet, enthält darüber hinaus folgende handschriftliche Widmung: „Arthur Schnitzler / mit herzlichem Gruss / in dankbarer Verehrung / GS“.
Am 27. März 1924 kehrte Georg von Seybel, der damals wegen starker Gemütsdepression in ärztlicher Behandlung war, nach Zürich zurück, wo er in der Pension Wehrle am See, Bellerivestrasse 7, ein Zimmer mietete, wo er sich in der Nacht vom 9. auf 10. April 1924, ein bzw. zwei Tage nach seinem 38. Geburtstag, mit einer Überdosis Schlaftabletten das Leben nahm. Er wurde am Zürcher Friedhof Sihlfeld begraben.
Seybels Sterbeort ist zufälligerweise die frühere Wohnadresse von Hannah von Mettal, die jene deutschsprachige Übersetzung von Joyce’ Schauspiel Verbannte angefertigt hat, für die sich Seybel in Edith McCormicks Auftrag gemeinsam mit Rudolf Lothar engagiert hatte.

## Werke
- Das Weimarer Hoftheater unter Goethes Leitung mit besonderer Berücksichtigung der Statistik. Dissertation. 1910.
- Goethe und Racine. In: Euphorion. 22, 1915. S. 740.
- Bericht über die Zürcher Theater- und Musik-Saison 1916/17. (September 1916 – August 1917) Zürich. Verlag Jean Frey.
- Bericht über die Zürcher Theater- und Musik-Saison 1917/18. (September 1917 – August 1918) Zürich. Verlag Jean Frey.